# Barneberg
Barneberg – dzielnica gminy Hötensleben w Niemczech, w kraju związkowym Saksonia-Anhalt, w powiecie Börde, w gminie związkowej Obere Aller.
Do 31 grudnia 2009 była to oddzielna gmina wchodząca w skład wspólnoty administracyjnej Obere Aller.

## Geografia
Barneberg leży ok. 12 km na południe od miasta Helmstedt.